# Parque Estadual da Serra do Cabral
O Parque Estadual da Serra do Cabral é uma área protegida localizada na região centro-norte do estado de Minas Gerais - Brasil.

## Localização
O parque estadual está situado nos municípios de Buenópolis e Joaquim Felício, abrangendo uma área de 22.494,17 hectares. As altitudes variam entre 900 e 1.300 metros. O parque localiza-se na bacia hidrográfica entre os rios das Velhas e Jequitaí, ambos afluentes do Rio São Francisco.

## História
O Parque Estadual da Serra do Cabral (PESC) foi criado pelo decreto 44.121, em 29 de setembro de 2005, e íntegra o Mosaico do Espinhaço, estabelecido em 2010. Em 2014, o acesso ao parque foi restringido devido a estudos em sítios arqueológicos. O plano de gestão foi publicado em junho de 2015, visando uma administração eficiente e a proteção dos recursos naturais e culturais da região.

## Vegetação
A vegetação do Parque Estadual da Serra do Cabral é composta por:
Vegetação rupestre (35,27%): Desenvolve-se sobre rochas, com cactos, bromélias e pequenas árvores de embiruçu, ocorrendo em lajedos expostos e cerrado rupestre.
Cerrados (25,15%): Segunda maior extensão do parque, com espécies como sucupira-branca, pau-terra, pau-terrinha, pau-santo e murici.
Campos (20,20%): Abrigam sempre-vivas, muitas ameaçadas de extinção devido à coleta intensa; a floração ocorre entre os meses de abril e maio.
Veredas (0,02%): caracterizadas por buritis em campos alagados, são áreas de preservação permanente.
Ambientes florestais (0,87%): Incluem matas ciliares e cerradão, com pequenas ilhas de mata atlântica pouco representadas. 

## Fauna
A campanha de campo identificou 36 espécies de mamíferos na região. Dentre elas, 13 estão incluídas na “Lista das Espécies Ameaçadas de Extinção da Fauna do Estado de Minas Gerais”, conforme deliberação do COPAM (Conselho Estadual de Política Ambiental) nº 041/95 (D.O. - MG - 20.01.96). São elas:
- Tamanduá-bandeira
- Tamanduá-mirim
- Caititu
- Queixada
- Anta
- Sussuarana
- Jaguatirica
- Gato-do-mato
- Onça pintada
- Tatu-canastra
- Sauá
- Lobo-guará
- Lontra

Na lista preliminar de espécies de aves inventariadas e registradas para a região da Serra do Cabral, apresenta-se a relação de 278 espécies. Dentre elas, 6 estão ameaçadas e 18 são endêmicas.

## Patrimônio arqueológico
A região da Serra do Cabral abriga importantes conjuntos de sítios arqueológicos, com representações peculiares, principalmente pinturas rupestres. Esses sítios são caracterizados como "Estilo Cabral".
Apesar do grande interesse de pesquisadores e turistas por esses sítios, muitos deles sofrem sérios danos, como incêndios e fogueiras em suas lapas, onde as pinturas se encontram.
As pinturas rupestres de todos os sítios da região apresentam predominantemente representações de animais. No entanto, também existem pinturas com representações matemáticas, de homens e astrologia.
Os seres humanos que habitaram a Serra a partir de 1.600 anos atrás eram caçadores-coletores, diferentemente dos povos da região central de Minas Gerais, que viviam como lavradores.
A cor predominante era o vermelho, mas os povos também utilizavam o branco, o amarelo e o preto. As figuras dos animais são desproporcionais em relação ao tamanho dos seres humanos, sempre retratadas de forma muito menor, em situações de caça, e com formas mais simples.
Os estudos identificaram, até o momento, 61 sítios arqueológicos, localizados em abrigos, matacões e blocos quartzíticos.

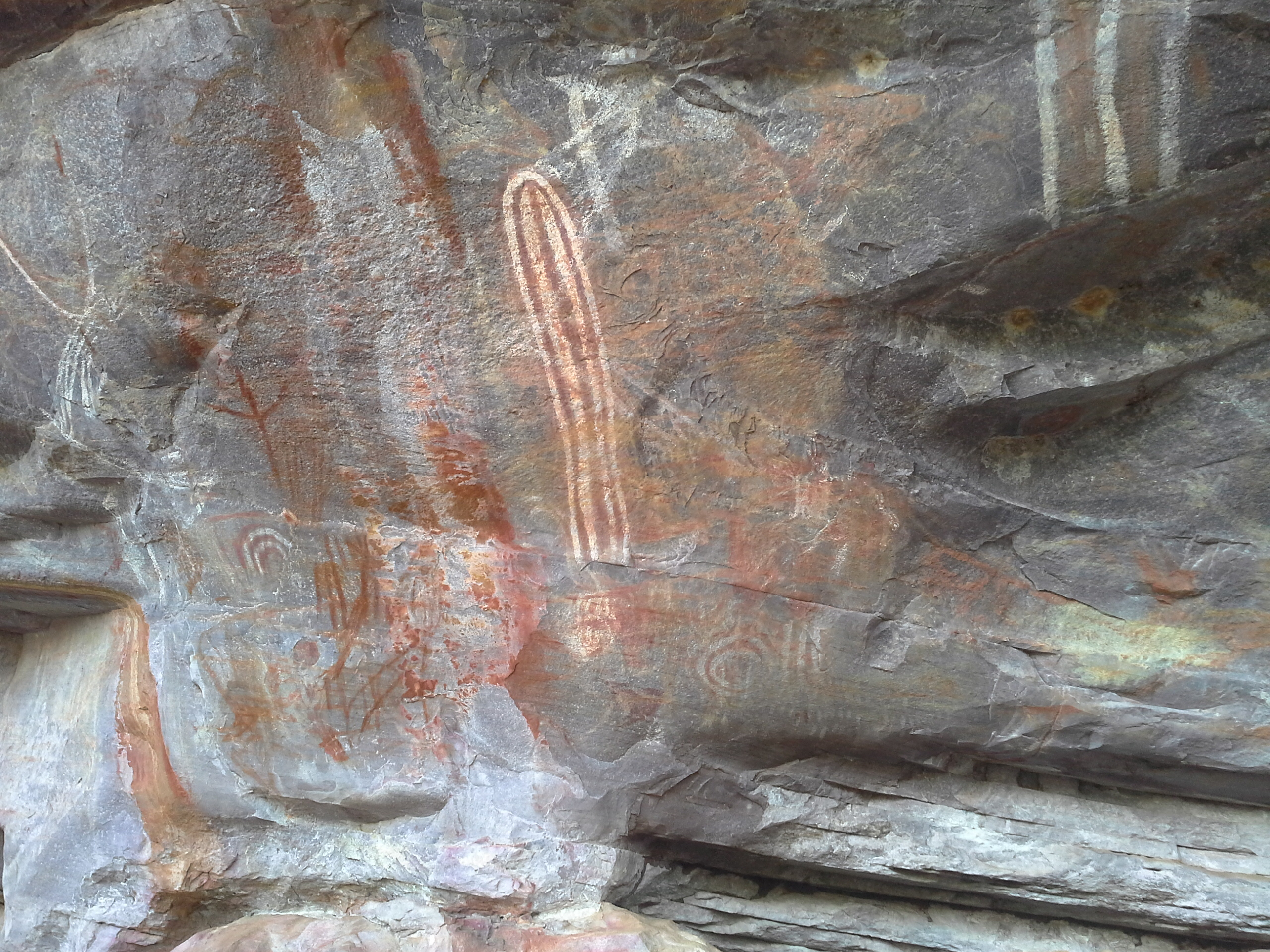
Arte rupestre.
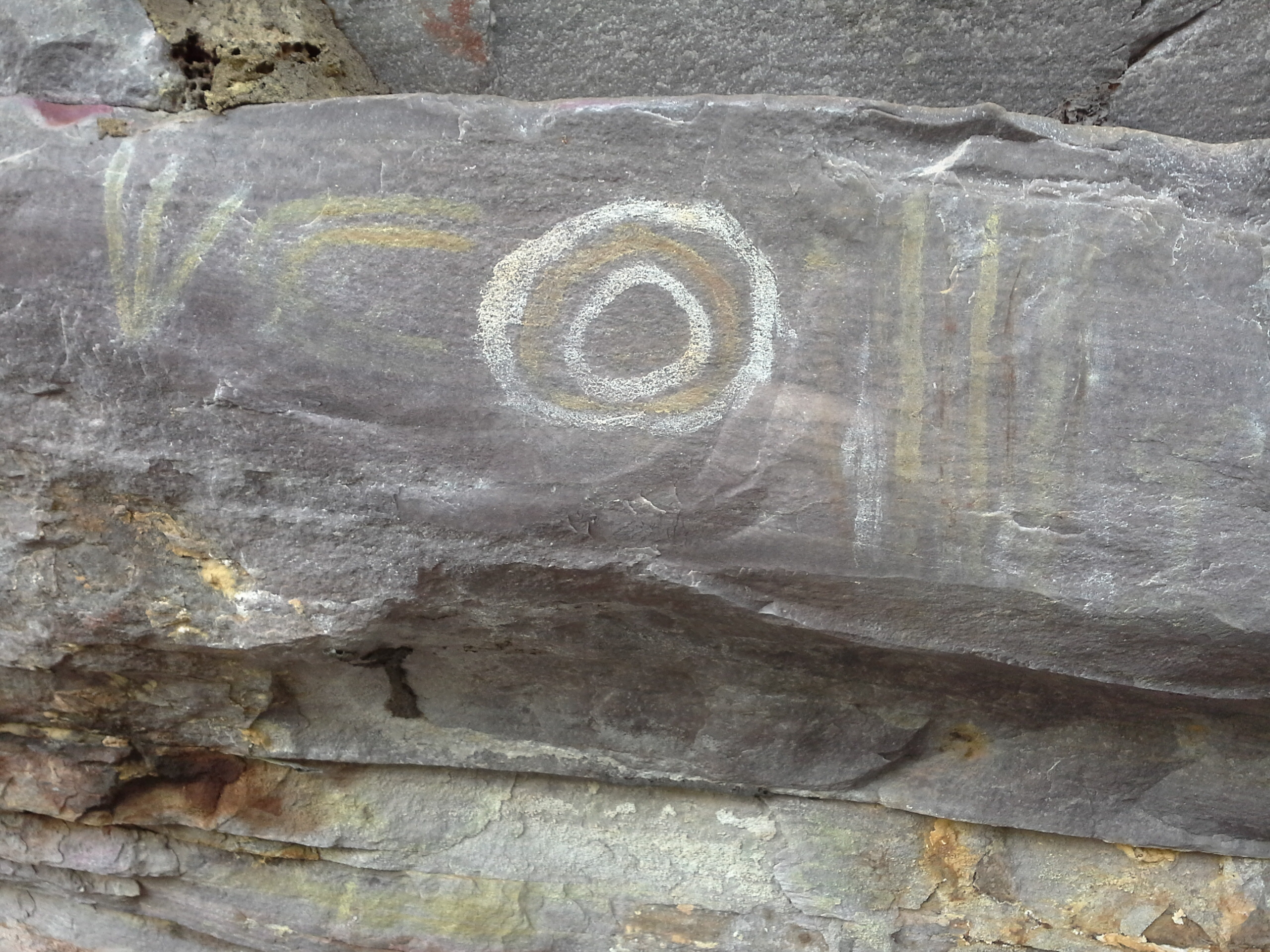
Pinturas cabralinas.
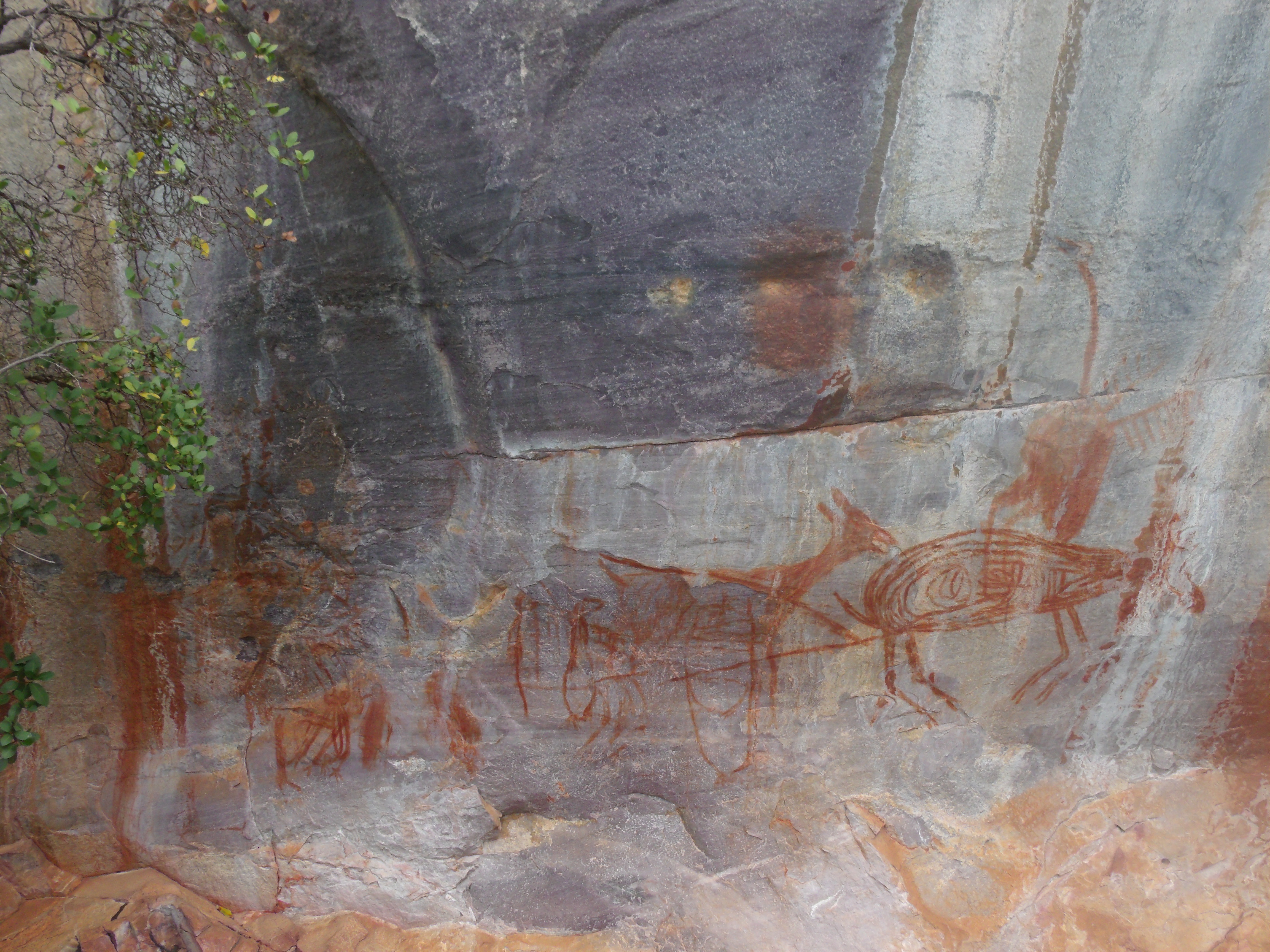
Animais pintados sobre pedra.

## Hidrografia
Toda a rede hidrográfica da Serra do Cabral está organizada para drenar a produção hídrica local para os rios das Velhas e Jequitaí.
As contribuições recolhidas pelo rio das Velhas referem-se aos volumes que drenam os quadrantes oeste, leste e sul da Serra do Cabral, enquanto o norte é drenado pelos tributários do rio Jequitaí.
Rio das Velhas
- Córrego Riachão, com aproximadamente 5 nascentes, abastece a sede do município e diversas propriedades rurais; é afluente do córrego das Pedras.
- Córrego Brejinho, com cerca de 3 nascentes; é afluente do córrego das Pedras.
- Córrego Água Fria, com aproximadamente 2 nascentes; é afluente do córrego das Pedras.
- Córrego Buriti dos Almeida, com cerca de 8 nascentes; é afluente do córrego das Pedras.
- Córrego Retiro, com aproximadamente 4 nascentes; também é afluente do córrego das Pedras.
- Córrego das Pedras, com cerca de 6 nascentes, recebe as águas dos córregos acima citados e deságua no rio Curimataí.
- Ribeirão da Prata, com aproximadamente 10 nascentes; é afluente do rio Curimataí.

Rio Jequitaí
- Córrego Cachoeirinha, com cerca de 3 nascentes, é responsável pelo abastecimento de água da sede do município; é afluente do córrego Embaiassaia.
- Córrego da Onça, que recebe as águas dos córregos Banana, Manoel Luiz, Jucão e Bocaina, apresenta inúmeras nascentes e veredas na parte superior do relevo; é afluente do córrego Embaiassaia.
- Córrego do Seminário, com 1 nascente; é afluente do córrego Embaiassaia.
- Córrego Palmital, com 1 nascente; é afluente do córrego Embaiassaia.
- Córrego Embaiassaia, com aproximadamente 5 nascentes, recebe as águas dos córregos mencionados acima e deságua no rio Jequitaí, afluente direto do rio São Francisco.

## Atrações turísticas
Além da paisagem de intensa beleza cênica — composta por extensos campos emoldurados por elevações rochosas, veredas, cerrados e florestas —, há uma infinidade de cachoeiras nas encostas da Serra do Cabral. 
O turismo especializado encontra na Serra do Cabral uma grande fonte de motivação, como: 
- Observação de aves e mamíferos;
- Turismo de aventura;
- Turismo fotográfico;
- Trekking;
- Turismo científico;
- Turismo histórico, entre outros.

Atualmente, o parque encontra-se fechado para qualquer tipo de turismo.

## Pressões ambientais
Considerando o atual uso do solo na região da Serra do Cabral, destacam-se como principais pressões sobre o ambiente natural:
- Ocorrência de queimadas para rebrota e caça (por exemplo, do mocó);
- Extração de cristais;
- Produção de carvão;
- Atividade pecuária;
- Florestas de produção;
- Coleta extrativista de diversas plantas, como fava, sempre-vivas, bromélias, além de outras espécies ornamentais e frutíferas.